# Regras de associação
Em mineração de dados e aprendizado de máquina, regras de associação são usadas para descobrir elementos que ocorrem em comum dentro de um determinado conjunto de dados.

## Algoritmos
Existem diversos algoritmos que realizam buscas de regras de associação em bases de dados. Abaixo seguem alguns exemplos:
- Apriori
- Partition
- Eclat
- FP-Growth

## Definição
| transação | leite | pão | manteiga | cerveja |
| --------- | ----- | --- | -------- | ------- |
| 1         | 1     | 1   | 0        | 0       |
| 2         | 0     | 1   | 1        | 0       |
| 3         | 0     | 0   | 0        | 1       |
| 4         | 1     | 1   | 1        | 0       |
| 5         | 0     | 1   | 0        | 0       |

As regras de Associação têm como premissa básica encontrar elementos que implicam na presença de outros elementos em uma mesma transação, ou seja, encontrar relacionamentos ou padrões frequentes entre conjuntos de dados. O termo transação indica quais itens foram consultados em uma determinada operação de consulta.

## Conceitos úteis
Várias métricas podem ser utilizadas para avaliar as regras e identificar quais são interessantes. As restrições mais utilizadas são limiares mínimos de suporte e confiança.
- O suporte de um conjunto X é definido como a proporção de transações da base de dados que contém esse conjunto.
- A confiança de uma regra é definida {\displaystyle \mathrm {conf} (X\Rightarrow Y)=\mathrm {sup} (X\cap Y)/\mathrm {sup} (X)}.  Por exemplo, a regra {\displaystyle \{\mathrm {leite,pao} \}\Rightarrow \{\mathrm {manteiga} \}} tem uma confiança de {\displaystyle 0,2/0,4=0,5} na base de dados, o que significa que para 50% das transações que contém leite e pão a regra está correta.
  - A confiança pode ser interpretada como uma estimativa de probabilidade {\displaystyle P(Y|X)}, a probabilidade de encontrar o RHS da regra nas transações sobre a condição que essas transações também contenham LHS.[2]
- O lift de uma regra é definido como {\displaystyle \mathrm {lift} (X\Rightarrow Y)={\frac {\mathrm {sup} (X\cap Y)}{\mathrm {sup} (Y)\times \mathrm {sup} (X)}}} ou a razão do suporte observado que são esperados se X e Y estão independente. A regra {\displaystyle \{\mathrm {leite,pao} \}\Rightarrow \{\mathrm {manteiga} \}} possui um lift de {\displaystyle {\frac {0,2}{0,4\times 0,4}}=1,25}.
- A convicção (conviction) de uma regra é definido como {\displaystyle \mathrm {conv} (X\Rightarrow Y)={\frac {1-\mathrm {sup} (Y)}{1-\mathrm {conf} (X\Rightarrow Y)}}}. A regra {\displaystyle \{\mathrm {leite,pao} \}\Rightarrow \{\mathrm {manteiga} \}} tem uma convicção de {\displaystyle {\frac {1-0,4}{1-0,5}}=1,2}, e pode ser interpretado como a razão da freqüência esperada que X ocorre sem Y (isto quer dizer, a frequência que a regra faz uma predição incorreta) se X e Y forem divididos pela frequência das predições incorretas. Nesse exemplo, a convicção de 1,2 mostra que a regra {\displaystyle \{\mathrm {leite,pao} \}\Rightarrow \{\mathrm {manteiga} \}} seria incorreta com uma frequência de 20% (1,2 mais frequente) se a associação entre X e Y tivesse uma chance aleatória.

## Exemplo em Python
```
import
 
pandas
 
as
 
pd

from
 
mlxtend.frequent_patterns
 
import
 
apriori

from
 
mlxtend.frequent_patterns
 
import
 
association_rules

columns
 
=
 
[
'Transação'
,
 
'Leite'
,
 
'Pão'
]

dataset
 
=
 
[[
1
,
           
1
,
       
1
 
],

           
[
2
,
           
0
,
       
0
 
],

           
[
3
,
           
0
,
       
0
 
],

           
[
4
,
           
1
,
       
1
 
],

           
[
5
,
           
0
,
       
1
 
]]

df
 
=
 
pd
.
DataFrame
(
data
 
=
 
dataset
,
 
columns
 
=
 
columns
)

del
 
df
[
'Transação'
]
 
# Remover a coluna "Transação"

frequent_itemsets
 
=
 
apriori
(
df
,
 
min_support
=
0.01
,
 
use_colnames
=
True
)

print
(
frequent_itemsets
)

frequent_itemsets
 
=
 
association_rules
(
frequent_itemsets
,
 
metric
=
"confidence"
,
 
min_threshold
=
0.0
,
 
support_only
=
False
)

print
(
frequent_itemsets
)

```